# Так-Пху
Так-Пху (Tak-phu — «печера у скелі», «скельна хатина») — тип буддистських храмів, розташованих у печерах, характерний для індійського штату Сіккім. Хоча існує багато подібних храмів, чотири з них в чотирьох частинах штату мають особливе значення через те, що за легендою в них укривалися та медитували засновники буддизму в регіоні — Гуру Рінпоче і Лхатсун Чхембо. Ці храми:
- Лхарі-Ньїнґ-Пху (Lha-ri nying phu — «Священна печера на горі бога»): північний храм, розташований на стежці в 3 днях ходу від Ташідінґу, в Західному Сіккімі. Це найбільш важкодоступний та найсвятіший зі всіх.

- Кахдо-Санґ-Пху (Kah-do Sang phu — «Печера мистичних фей»): південний храм, найбільш легкодоступний, розташований у п'ятьох хвилинах ходу через бамбуковий міст від дороги Ґейзінґ-Джоретханґ біля гарячих джерел Реші. За описами тут бачили сліди фей.

- Пе-Пху (Pe-phu): східний храм, розташований в Південному Сіккімі біля Санґмоо-Ґомпа за 5 км від Раванґли на дорозі до Сінґтаму. Він розташований у величезній печері, що, як вважається, простягається до Тендонґу і гори Маенам, хоча відвідувачам доступна лише чверть милі. Висота печери становить від 1,5 м до 30 м в деяких місцях.

- Дечхен-Пху (De-chhen phu — «Печера щастя»): західний храм, доступний лише восені, коли сходить сніг, що приховує її решту часу. Печери можна досягти від Рімбі, Західний Сіккім, за 3 дні походу.